# Djarthia
Djarthia — вимерлий монотипний рід сумчастих. Це найстаріша сумчаста тварина, знайдена в Австралії, виявлена в скам'янілому місці Мургон у південно-східному Квінсленді. D. murgonensis був описаний на основі матеріалу, визначеного як фауна Тінгамара раннього еоцену, вперше опублікованого в 1999 році. Його помістили до клади Австралідельфія, до якої входять сумчасті тварини, які розселилися по всій Східній Гондвані під час еоцену та збереглися в Австралії та Південній Америці. Описаний скелетний матеріал включає моляр, неповну кохлеарну та тарзальну кістку, у повному чи фрагментованому стані збереження.